# Michael Blauensteiner
Michael Blauensteiner (* 11. Februar 1995 in Wien) ist ein österreichischer Fußballspieler kubanischer Abstammung.

## Karriere

### Verein
Blauensteiner begann seine Karriere beim FK Austria Wien. 2007 wechselte er zum FC Stadlau. Nach zwei Jahren bei Stadlau kehrte er 2009 zur Austria zurück. Nachdem er bei der Austria zuvor in der Akademie gespielt hatte, debütierte er im August 2012 für die Amateurmannschaft in der Regionalliga, als er am dritten Spieltag der Saison 2012/13 gegen den 1. Simmeringer SC in der 89. Minute für Sascha Horvath eingewechselt wurde.
Nach über 100 Spielen für die Regionalligamannschaft rückte Blauensteiner im Jänner 2017 in den Profikader auf und verlängerte seinen Vertrag bis Juni 2020. Im März 2017 debütierte er für die Profis in der Bundesliga, als er am 25. Spieltag der Saison 2016/17 gegen den Wolfsberger AC in der Nachspielzeit für Jens Stryger Larsen ins Spiel gebracht wurde.
Zur Saison 2018/19 wurde er an den Ligakonkurrenten TSV Hartberg verliehen. Zur Saison 2019/20 wurde er nach Rumänien an den Sepsi OSK Sfântu Gheorghe weiterverliehen. Nach nur einem Monat bei Sepsi wurde er die Leihe im Juli 2019 vorzeitig beendet und Blauensteiner wechselte leihweise nach Litauen zu Sūduva Marijampolė, diesmal jedoch nur mit einem halben Jahr Leihdauer. Nach dem Ende der Leihe kehrte er im Jänner 2020 zur Austria zurück, wo er jedoch zurück in den Kader der zweitklassigen Zweitmannschaft rückte.
Zur Saison 2020/21 wechselte er zum SKN St. Pölten, bei dem er einen bis Juni 2021 laufenden Vertrag erhielt. Für die Niederösterreicher kam er in der Saison 2020/21 zu 28 Einsätzen in der Bundesliga, aus der man zu Saisonende allerdings abstieg. Daraufhin verließ er den Klub nach einer Spielzeit wieder. Im August 2021 wechselte er zum Bundesligaaufsteiger SK Austria Klagenfurt, bei dem er einen bis Juni 2023 laufenden Vertrag erhielt. In zwei Jahren kam er zu 33 Bundesligaeinsätzen. Nach der Saison 2022/23 verließ er Klagenfurt.

### Nationalmannschaft
Blauensteiner absolvierte zwischen 2012 und 2015 mehrere Spiele für die österreichischen U-18-, U-19- und U-20-Auswahlen.

## Persönliches
Blauensteiner ist der Sohn eines Österreichers und einer Kubanerin.